# Fidena lingens
Fidena lingens är en tvåvingeart som först beskrevs av Christian Rudolph Wilhelm Wiedemann 1828.  Fidena lingens ingår i släktet Fidena och familjen bromsar. Inga underarter finns listade i Catalogue of Life.